# Højre (1881)
 Der er for få eller ingen kildehenvisninger i denne artikel, hvilket er et problem. Du kan hjælpe ved at angive troværdige kilder til de påstande, som fremføres i artiklen.

 Denne artikel omhandler partiet Højre fra 1881. Opslagsordet har også en anden betydning, se Højre.
Højre var et dansk politisk parti, der opstod omkring 1881. Partiet indgik i Det Konservative Folkeparti i 1915.

## Stiftelsen
I 1875 dannede den nationale godsejer J.B.S. Estrup  regering. Flertallet i Folketinget (Venstre) krævede regeringens afgang. Støttet af kongen og Landstinget blev Estrup dog siddende som konseilspræsident til 1894. 
Fra omkring 1881 blev regeringens tilhængere kaldt Højre. Det var en sammensmeltning af Nationale Godsejere, De Nationalliberale og Mellempartiet.
I 1881 stiftedes Højres Arbejder- og Vælgerforening i Kjøbenhavn. Den 28. december 1882 udsendte Højres Rigsdagsgruppe et opråb, hvori den opfordrede meningsfæller over hele landet til at organisere sig i foreninger, der ved indbyrdes sammenslutning kan udvikle sig til en hele landet omfattende Højreforening.
Højres landsorganisation blev stiftet i 1883.

## Forfatningskampen
Forfatningskampen tog sin begyndelse, da grundloven skulle revideres. Det affødte diskussioner om almindelig valgret kontra valgret for de privilegerede, dvs. valgret afhængig af stand, indkomst eller ejendomsbesiddelse. Den gennemsete Grundlov af 1866 betød, at valg til Landstinget afhang af social status, og det cementerede godsejerne og de erhvervsdrivendes position. Venstre var tilhænger af almindelig valgret, mens Højre var tilhænger af privilegeret valgret.
Venstre krævede, at der blev dannet en parlamentarisk regering i overensstemmelse med Folketingets flertal. Venstremanden Viggo Hørup udtrykte det med ordene: Ingen over og ingen ved siden af Folketinget.
Over for dette hævdede Højre, at Folketinget og Landstinget var ligestillede, og at kongen stod over Rigsdagen.
Under forfatningskampen forsøgte venstreflertallet i Folketinget at tvinge regeringen væk ved at lamme arbejdet med lovgivningen. Regeringens modtræk var at sende Rigsdagen hjem og udstede  provisoriske (foreløbige) love uden om de folkevalgte.

## Københavns Befæstning
Højre ønskede, at det meste militær skulle placeres i København. Byen skulle befæstes, så hæren – i tilfælde af et tysk angreb – kunne holde stand i hovedstaden, indtil der kom hjælp fra udlandet.
Derimod ønskede Venstre, at hele landet skulle forsvares. Københavns befæstning blev derfor stoppet i Folketinget. Regeringen befæstede alligevel hovedstaden ved provisoriske love. 
En stor del af befolkningen støttede forsvarssagen. Der blev samlet underskrifter ind til fordel for Københavns befæstning, og sagen blev støttet med en symbolsk frivillig forsvarsbeskatning.

## Provisoriske love
De regelmæssige sammenstød mellem regeringen og Folketinget skete ved den årlige behandling af finansloven, begyndende i 1885. Når parterne ikke kunne enes, sendte regeringen Rigsdagen hjem og udsendte en foreløbig finanslov. Når Rigsdagen så mødte igen, forkastede Folketingets flertal konsekvent finansloven (også kendt som visnepolitikken). En sådan forkastelse blev ikke godtaget af regeringen.
Regeringen udstedte en række provisoriske presse- og politilove, der skulle knægte oppositionen. Bøderne regnede ned over regeringens modstandere, ikke mindst efter det fejlslagne attentat på Estrup i efteråret 1885, og flere blev fængslet. Den hårde behandling i fængslet fremskyndede venstrelederen Christen Bergs død.   
København blev befæstet ved provisoriske love.

## Børsoppositionen
Godsejerne dominerede både i regering og Landstinget. Det vakte modvilje blandt Højres tilhængere i byerne. I København opstod Børsoppositionen omkring C.F. Tietgen og Christopher Hage.
Ved folketingsvalget i 1884 samarbejdede enkelte af Børsoppositionens medlemmer med De Liberale (Venstre i København og Århus) og Socialdemokraterne. Det førte til tilbagegang for Højre i hovedstaden. De fleste af  Børsoppositionens medlemmer støttede dog fortsat Højre.

## Højres tilhængere
Højre havde støtte fra godsejerne. I byerne støttede både mellemstanden og arbejderne partiet. Efterhånden blev de fleste arbejdere dog socialdemokrater, så arbejdsgiverne stemte Højre (og senere konservativt), mens arbejdstagere stemte socialdemokratisk.
I mange valgkredse var Højre i mindretal. Da der før 1918 kun var valg i enkeltmandkredse, fik Højre valgt færre folketingsmedlemmer, end partiet forholdsvis havde krav på. Frem til 1895 sad der dog højremænd på op imod en tredjedel af pladserne i Folketinget.

## Forliget i 1894
Efter 1890 kom den moderate del af Højre på talefod med det Moderate Venstre. Det førte til et forlig i 1894, der banede vejen for Estrups afgang samme år. Højre danner dog regeringer frem til 1901.
Efter 1894 er stemningen i partiet mat, da man ikke længere har Den gode sag (Estrups politik) at samles om. Fra 1895 er Venstrereformpartiet det dominerende parti i Folketinget. Fra 1898 har Reformpartiet absolut flertal i Folketinget. Da Højre har givet afkald på nye provisoriske love, sidder regeringerne i virkeligheden på Reformpartiets nåde.
Højre går tilbage i Folketinget. Omkring år 1900 bryder De Frikonservative ud, og partiets flertal i Landstinget bliver usikkert.

## Systemskiftet i 1901
Ved folketingsvalget i 1901 mistede Højre 8 af sine 16 folketingsmedlemmer. Samtidig opnåede Venstrereformpartiet en fremgang på 12 mandater og nåede derved op på samlet 75 mandater - af de i alt 102 folketingsmænd. Den ustabile situation ledte til, at Regeringen Sehested ledet af Højres Hannibal Sehested som led i systemskiftet den 24. juli 1901 måtte træde tilbage. Systemskiftet indebar, at der blev etableret en praksis, hvorefter en regering ikke kunne have et folketingsflertal imod sig.

## Grundloven af 1915
Juleaften 1913 dør den kongevalgte landstingsmand J.B.S. Estrup, og Højre mister dermed sit flertal i Landstinget.  Grundloven af 1866 synger på sit sidste vers.  Udbruddet af Første Verdenskrig i 1914 bringer partierne tættere på hinanden.
På trods af modvilje fra Højres landstingsgruppe optager folketingsgruppen forhandlinger med den radikale konseilspræsident Zahle om en demokratisering af grundloven. Dette fører til Grundloven af 5. juni 1915.    
I december 1915/januar 1916 bliver Det Konservative Folkeparti dannet ved sammenslutning af medlemmer af Højre, De Frikonservative og en fløj af det tidligere Moderate Venstre (Moderate Liberale).

## Andre højrepartier
Fra 1835 til 1866 havde Danmark et parti, der også hed Højre. 
Der findes også højrepartier i andre lande. I Norge hedder partiet Høyre. I Sverige hedder det Moderata samlingspartiet; dette parti har tidligere brugt höger som en del af sit navn, og partiet er uofficielt blevet kaldt for Högern.
Den folkelige utilfredshed med Estrups udemokratiske politik i 1800-tallet har ført til, at ingen af de partier, der har opstillet til Folketinget siden 1919, har kaldt sig Højre. Derimod er højre indgået i navnet på flere små politiske grupper udenfor Folketinget.
Ved folketingsvalget i 1918 stillede et nyt parti under ledelse af Poul Jacobsen Det Nye Højre op for første og eneste gang til valg til folketinget. Partiet opnåede ved valget lidt over ½ procent af stemmerne, og fik ikke nogle mandater i Folketinget.
I 1973 opstillede Det nye Højre (et nyt parti i forhold til partiet af samme navn fra 1918) på fælleslister med Fremskridtspartiet, De Uafhængige og Centerpartiet. Dette gav hverken valg til Det nye Højres kandidater eller til Centerpartiets kandidater. Derimod fik Fremskridtspartiet 26 mandater, mens De Uafhængige fik to mandater. I begyndelsen dannede de en fælles folketingsgruppe med 28 medlemmer. Senere dannede én af De Uafhængige sin egen gruppe.
Det Liberale Højre (et udbryderparti fra Fremskridtspartiet) var repræsenteret i Folketinget af Inge Refshauge fra 20. september til 6. november 2000. I 1998 var Inge Refshauge blevet valgt til Folketinget for Dansk Folkeparti i Sønderjyllands Amtskreds. Mogens Andreasen (valgt af Dansk Folkeparti) indtrådte i Det Liberale Højres gruppe den 20. september 2000.
I uofficielle sammenhænge bruges betegnelser som højrefløjen og højreorienteret.